# CSI: NY
CSI: NY (alternativer Titel CSI: New York) ist eine US-amerikanische Krimiserie von Anthony E. Zuiker, Carol Mendelsohn und Ann Donahue. Sie handelt von einem Team von Tatortermittlern, die Verbrechen in der Großstadt New York City aufklären. Es handelt sich nach CSI: Miami um den zweiten Ableger der Serie CSI: Den Tätern auf der Spur. CSI: NY wurde von 2004 bis 2013 produziert und in den Vereinigten Staaten von CBS, in Deutschland von VOX, in Österreich vom ORF 1 und in der Schweiz von 3+ ausgestrahlt.

## Handlung
Mac Taylor ist der Chef des New Yorker CSI-Labors. Er und sein Team sammeln am Tatort eines Verbrechens Beweise, um den Schuldigen zu finden. Für die Vernehmungen von Zeugen wird das Team von Detective Flack unterstützt, der nur für das NYPD arbeitet. Das CSI-Labor, das ebenfalls zum NYPD gehört, beschäftigt neben Laboranten auch Spurensucher, die eine richtige Polizeiausbildung haben und deshalb auch eine Waffe tragen.
Zum Anfang der Serie ermittelt das Team pro Folge meist in 2 Fällen. Diese Art änderte sich später auf einen Fall pro Folge. Anfang der zweiten Staffel wechselte Dr. Hawkes von der Gerichtsmedizin zum CSI. Sein Nachfolger wurde Dr. Hammerback. Außerdem wurde zu Beginn der zweiten Staffel die Tatortermittlerin Aiden Burn wegen Verstoßes gegen die Dienstvorschriften gefeuert und später getötet. Ihre Nachfolgerin wurde Det. Monroe, die später mit Det. Messer zusammenkam, sich verliebte und ihn heiratete. Zusammen haben sie eine Tochter.

## Produktion
Wie alle anderen CSI-Serien wurde auch diese vorwiegend in Los Angeles und nur selten in New York gedreht. In der Realität gibt es in New York kein CSI. Die Spurensucher in New York tragen stattdessen das Kürzel CSU (Crime Scene Unit).
Das Thema von Folge 6.04 Das DNS-Phantom entspricht weitgehend der Suche nach einer Täterin in Süddeutschland, die seit 1993 für mehrere Morde und andere Straftaten verantwortlich gemacht wurde.

### Crossover
Die Charaktere des New Yorker CSI-Teams tauchen bereits vor der Serie in der Folge Spurensuche in New York der zweiten Staffel von CSI: Miami auf: Horatio Caine besucht – weil ein Doppelmord ihn nach New York führt – seinen dortigen Kollegen Mac Taylor. Nach diesem Backdoor-Pilot der Serie kommt es in der zweiten Staffel von CSI: NY zu einem erneuten Aufeinandertreffen zwischen Horatio Caine und Mac Taylor. Das Crossover der beiden Serien startet in der CSI:-Miami-Folge Blutspur der vierten Staffel und endet in New York mit der Folge Treibjagd.
Die 22. Folge der dritten Staffel (Folge 69) bildet ein Crossover mit Cold Case – Kein Opfer ist je vergessen. Detective Scotty Valens kommt nach New York, um Stella Bonasera als Verdächtige in einem alten Fall zu vernehmen.
Die siebte Folge der sechsten Staffel (Reise in den Abgrund – Teil 2, englisch Hammer Down (2)) ist eine von drei Crossover-Episoden mit CSI: Den Tätern auf der Spur (10.07, Reise an das Ende der Moral – Teil 3, englisch The Lost Girls (3)) und CSI: Miami (8.07, Eine Reise in die Angst – Teil 1, englisch Bone Voyage (1)). Eine Verbindung zwischen einem Mord in den Everglades und einem Vermisstenfall in Las Vegas führt den Tatortermittler Ray Langston aus Nevada erst nach Florida und später weiter nach New York, bevor er den Fall in seiner Heimatstadt abschließen kann.
In der neunten Staffel fliegt Mac Taylor nach Vegas um Christine zu überraschen, die dort, wie er meint, ein Seminar besucht. Dort angekommen muss er feststellen, dass sie in einen Kriminalfall verwickelt ist und augenscheinlich entführt wurde. Er erhält die Unterstützung des lokalen CSI-Teams, gemeinsam mit dem amtierenden Chef D. B. Russell reist er zurück nach New York und sie spüren mithilfe beider Teams einen Menschenhändlerring auf.

## Besetzung und Synchronisation
Siehe auch: Figuren aus dem CSI-Franchise

Im Laufe der Serie gab es nur zwei Auswechselungen beim Hauptcast: Der eine erfolgte zu Beginn der zweiten Staffel, der andere zu Beginn der siebten Staffel. Des Weiteren wurden in der zweiten Staffel die Rollen des neuen Gerichtsmediziners und eines Laboranten eingeführt, die in der fünften Staffel zum Hauptcast befördert wurden.

### Hauptdarsteller
| Rollenname                   | Schauspieler       | Hauptrolle (Episoden) | Hauptrolle (Staffeln) | Nebenrolle (Episoden) | Nebenrolle (Staffeln) | Synchronsprecher |
| ---------------------------- | ------------------ | --------------------- | --------------------- | --------------------- | --------------------- | ---------------- |
| Det. Mac Llewellyn Taylor    | Gary Sinise        | 01–197                | 1–9                   |                       |                       | Tobias Meister   |
| Det. Stella Bonasera         | Melina Kanakaredes | 01–140                | 1–6                   |                       |                       | Gabriele Libbach |
| Det. Daniel „Danny“ Messer   | Carmine Giovinazzo | 01–197                | 1–9                   |                       |                       | Dietmar Wunder   |
| Det. Dr. Sheldon Hawkes      | Hill Harper        | 01–197                | 1–9                   |                       |                       | Julien Haggège   |
| Det. Donald „Don“ Flack, Jr. | Eddie Cahill       | 01–197                | 1–9                   |                       |                       | Benjamin Völz    |
| Det. Aiden Burn              | Vanessa Ferlito    | 01–25                 | 1–2                   | 046                   | 2                     | Tanja Geke       |
| Det. Lindsay Monroe Messer   | Anna Belknap       | 026–197               | 2–9                   |                       |                       | Anna Carlsson    |
| Dr. Sid Hammerback           | Robert Joy         | 093–197               | 5–9                   | 028–92                | 2–4                   | Till Hagen       |
| Laborant Adam Ross           | A. J. Buckley      | 093–197               | 5–9                   | 031–92                | 2–4                   | Asad Schwarz     |
| Det. Josephine „Jo“ Danville | Sela Ward          | 141–197               | 7–9                   |                       |                       | Arianne Borbach  |

Anmerkungen:
1. ↑  Keine Auftritte von Folge 62 bis 64 aus Staffel 3 und Folge 110 bis 114 aus Staffel 5.

### Gastdarsteller
In der folgenden Liste sind die wichtigsten Gastdarsteller der Serie aufgelistet, die nach alphabetischer Reihenfolge sortiert sind:
| - Dianna Agron - Mädchen Amick - Criss Angel - Ed Asner - Alex Max Band - Matt Barr - Ryan Bittle - Jamie Chung - Kim Coates - Lauren Cohan - Sasha Cohen - Misha Collins - James Badge Dale - Chris Daughtry - Jackson Davis - Ted Danson - Kat Dennings - Michael Clarke Duncan | - David James Elliott - Peter Fonda - Robert Forster - Cassidy Freeman - Claire Forlani - Edward Furlong - Nelly Furtado - Kyle Gallner - Aimee Garcia - Mayte Garcia - Jessalyn Gilsig - Taylor Handley - Kam Heskin - Kim Kardashian - Kid Rock - Mia Kirshner - Andrew Lawrence | - Joey Lawrence - Rachelle Lefèvre - Kellan Lutz - Lee Majors - Maroon 5 - Natalie Martinez - Matias Masucci - Marlee Matlin - John McEnroe - Joey McIntyre - Bonnie McKee - Michaela McManus - Katharine McPhee - Vanessa Minnillo - Pat Monahan - Kathleen Munroe - Nelly | - Craig T. Nelson - Judd Nelson - Ne-Yo - Jaime Ray Newman - Edward James Olmos - Julia Ormond - Danica Patrick - Aaron Refvem - Carlo Rota - Deanna Russo - Rex Ryan - Charles Shaughnessy - Ashlee Simpson - D. B. Sweeney - T. J. Thyne - Skeet Ulrich | - La La Vasquez - Emmanuelle Vaugier - Pete Wentz - Paul Wesley - Mare Winningham - Mykelti Williamson - Rumer Willis - Shailene Woodley - Casey LaBow |

## Charakteristika

### Namensgebung
Wie schon bei CSI: Miami wurde bei CSI: NY einfach die Stadt ans Wort CSI angehängt. Auch wenn man die Serie als CSI: New York bezeichnet, wird sie schriftlich nur mit CSI: NY betitelt.

### Soundtrack
Wie bei den beiden anderen CSI-Serien stammt auch bei dieser das Titellied von der Gruppe The Who. Serien-Erfinder Anthony Zuiker wollte allerdings ursprünglich das Lied Behind Blue Eyes (aus dem Album Who’s Next) verwenden. Ein Studioboss, der Baba O’Riley bevorzugte, überstimmte ihn.

## DVD-Veröffentlichung
Die gesamte Serie ist bei Universum Film GmbH in Staffelboxen erschienen. Diese ersetzten die zuvor erschienenen Halbstaffel-Ausgaben. Zunächst erschienen 2010 die Staffeln 1 bis 4 komplett. Es folgten bis 2014 alle weiteren Staffeln. Neben den Episoden wurde auch Bonusmaterial veröffentlicht. 